# Kristina Kondraschowa
Kristina Kondraschowa (kasachisch Кристина Кондрашова, englisch Kristina Kondrashova; * 22. Oktober 1999 als Kristina Korjagina, kasachisch Корягина, englisch Koryagina) ist eine kasachische Leichtathletin, die sich auf den Sprint spezialisiert hat.

## Sportliche Laufbahn
Erste Erfahrungen bei internationalen Meisterschaften sammelte Kristina Kondraschowa im Jahr 2023, als sie bei den Hallenasienmeisterschaften in Astana in 3:44,21 min gemeinsam mit Adelina Achmetowa, Alexandra Saljubowskaja und Elina Michina die Goldmedaille mit der kasachischen 4-mal-400-Meter-Staffel errang. Im August schied sie dann bei den World University Games in Chengdu mit 24,90 s in der ersten Runde im 200-Meter-Lauf aus. Im Jahr darauf siegte sie mit der Staffel in 3:41,08 min erneut bei den Hallenasienmeisterschaften in Teheran. 2025 belegte sie dann bei den Asienmeisterschaften in Gumi in 3:40,71 min und 3:22,70 min jeweils den vierten Platz mit der Frauenstaffel und der Mixed-Staffel über 4-mal 400 Meter.
In den Jahren 2021 und 2023 wurde Korjagina kasachische Hallenmeisterin in der 4-mal-400-Meter-Staffel sowie 2021 auch in der 4-mal-100-Meter-Staffel. 2023 wurde sie Landesmeisterin im 200-Meter-Lauf im Freien sowie 2025 in der Halle.

## Persönliche Bestzeiten
- 200 Meter: 24,17 s (+1,0 m/s), 2. Juli 2023 in Almaty
  - 200 Meter (Halle): 24,34 s, 6. Februar 2024 in Astana
- 400 Meter: 57,34 s, 19. Juni 2021 in Almaty
  - 400 Meter (Halle): 55,64 s, 7. Januar 2024 in Astana